# Micah Osilike
Micah Osilike   ist ein nigerianischer Mathematiker und Hochschullehrer.

## Leben
Micah Okwuchukwu Osilike wurde in Nnobi im Bundesstaat Anambra in Nigeria geboren. 1986 schloss er sein Studium am Department of Mathematics der University of Nigeria, Nsukka mit Prädikatsexamen ab. 1988 erwarb dort auch seinen Master of Science. 1993 erhielt er das Diplom des International Center for Theoretical Physics (DICTP) in Mathematik vom Abdus Salam International Center for Theoretical Physics, Triest, Italien.
Er erhielt seinen Ph.D. in Mathematik im Jahr 1994 vom Department of Mathematics der University of Nigeria. Er promovierte bei Charles Chidume mit einer Dissertation zum Thema: Approximation,iteration and existence methods for nonlinear operator equations. Von November 1988 bis Oktober 1991 war er Dozent am Institute of Management and Technology, Enugu, Nigeria. Im November 1991 ging er als Dozent an die University of Nigeria und wurde am 1. Oktober 1998  zum Professor für Funktionalanalysis berufen.
Sein Hauptforschungsinteresse liegt im Bereich der Fixpunkttheorie und ihrer Anwendungen. Micah Okwuchukwu Osilike wirkte bei der Nigerian Mathematical Society unter anderem als Vizepräsident und als Chefredakteur des Journals der Nigerian Mathematical Society. Derzeit ist er der Präsident der Gesellschaft. Er war zwei Amtszeiten lang Mitarbeiter des Abdus Salam International Center for Theoretical Physics in Triest. Im Zeitraum von Februar 2009 bis Februar 2013 war er Mitglied des Universitätssenats im Verwaltungsrat der Universität von Nigeria. Micah Osilike ist Mitglied des Redaktionsausschusses des Journals Abstract and Applied Analysis.

## Schriften
- Strong convergence of the Ishikawa iteration for Lipschitz α-hemicontractive mappings, Analele Universitatii de Vest, Timisoara, Seria Matematica – Informatica, (2015), 151– 161
- Convergence theorems for new classes of multivalued hemicontractive-type mappings, (Co-Autor Felicia O Isiogugu), Fixed Point Theory and Applications,  volume 93 (2014)
- Iterative Solution of Nonlinear Equations of the F-Strongly Accretive Type, Journal of Mathematical Analysis and Applications 200, 259-271  (1996)
- Nonlinear accretive and pseudo-contractive operator equations in Banach spaces, (Co-Autor Charles Chidume) International Centre for theoretical Physics (1996)